# Hansruedi Müller (Sportfunktionär)
Hansruedi Müller (* 31. März 1947 in Buchs SG) ist seit 2006 Präsident von Swiss Athletics, dem Schweizerischen Leichtathletik-Verband, und präsidiert den Verwaltungsrat der Leichtathletik-Europameisterschaften, die im August 2014 in Zürich stattgefunden haben. 
Müller war bis 2012 Tourismusprofessor an der Wirtschafts- und Sozialwissenschaftlichen Fakultät der Universität Bern und leitete von 1989 bis 2012 das Forschungsinstitut für Freizeit und Tourismus (FIF) der Universität Bern. Er gilt als Vorreiter in der Diskussion um eine nachhaltige touristische Entwicklung und schuf 1996 zusammen mit den wichtigsten Stakeholdern das dreistufige Qualitätsprogramm für den Schweizer Tourismus. 
Müller machte ursprünglich eine Lehre als Betriebsdisponent bei den Schweizerische Bundesbahnen, koordinierte 1976–1981 auf der Generaldirektion die Güterverkehrswerbung, holte auf dem 2. Bildungsweg die Eidgenössische Matura nach und schloss 1985 sein Studium an der Universität Bern ab als Dr. rer. pol. 
Müller ist seit 2012 Stiftungsrat bei der Schweizer Berghilfe und präsidiert deren Projektausschuss. Er ist auch Vorstandsmitglied der Artisana, des Vereins zur Förderung des Gesundheitswesens, und Miteigentümer von Helsana. Er schreibt regelmässig Kolumnen in der Berner Zeitung zu Sport und Freizeit. 